# Momentul genezei Mioriței
Ideea că Miorița a însoțit istoria poporului român încă din vremuri imemorabile, că este parte componentă a spiritualității noastre și este un mit reprezentativ difuzat în peste o mie de variante răspândite în toate colțurile țării – a creat inevitabil un orizont de așteptare potrivit căruia cântecul mioritic trebuie să aibă o vechime apreciabilă. Cu toate acestea nu au lipsit teoriile care plasează momentul genezei în istoria recentă a poporului român, iar cele mai pertinente argumente se opresc la perioada medievală.

## Secolul al XIX-lea / Duiliu Zamfirescu
Utilizând metoda lingvistică, Duiliu Zamfirescu(1909) a ajuns la concluzia că balada este relativ modernă.  Concluzia este justă raportată la textul analizat – varianta Alecsandri. Și asta deoarece Miorița, ca de altfel toate creațiile folclorice, este prin excelență un produs viu, dinamic, supus permanent ameliorărilor lingvistice conceptuale și culturale din partea fiecărei generații, în mod succesiv. 

## Secolul al XVIII-lea / Nicolae Iorga
Stăruința lui Nicolae Iorga  de a coborî obârșia Mioriței în secolul al XVIII-lea nu a entuziasmat. Utilizând metoda istorică, de invocare a izvoarelor scrise, Nicolae Iorga a fost preocupat să demonstreze existența unor conflicte pastorale (evocate în unele documente ale vremii) și să sugereze că „Miorița ar fi fost creată în secolul din care provin aceste descrieri”. 
Nici Duiliu Zamfirescu și nici Nicolae Iorga nu au greșit pledând pentru o creație relativ modernă a versiunii supuse analizei – balada de sorginte vrânceană, în formula publicată de Vasile Alecsandri. 

## Secolele XVI-VII / Ovid Densușianu
În opinia lui Ovid Densușianu , aceleași mișcări transhumante ale turmelor de oi dinspre Moldova și Ardeal străbătând Vrancea, pentru a coborî apoi spre câmpiile sud-dunărene pentru iernat, ar fi avut o intensitate deosebită în urmă cu 300-400 de ani, deci în secolele XVI-XVII și ar fi constituit un bun prilej pentru zămislirea Mioriței.

## Secolul al XVI-lea / Ion Diaconu
După o jumătate de veac de cercetare a motivului mioritic în spațiul tradițional al performării, după repetate anchete și interviuri luate diverșilor interpreți și rapsozilor, Ion Diaconu ajunge (spre începutul deceniului opt al veacului al XX-lea) la concluzia că „motivul poetic popular” mioritic a fost plăsmuit artistic „timp de cel puțin patru secole prin geniul nostru popular configurativ…”. 

## Secolul al XV-lea / Al. Odobescu, I. Mușlea
Doi iluștri exegeți ne propun să acordăm o atenție sporită secolului al XV-lea, dar de pe poziții diametral opuse. Alexandru Odobescu (1861) e de părere că, după o milenară gestare a cântecului în folclorul fabulos al Greciei, Miorița pelegrinează prin Balcani și pătrunde în provinciile românești, trecând fluviul danubian undeva prin secolul al XV-lea: „Nu mai târziu de al XV-lea secol, acest cântec păstoresc a trecut peste Dunăre, unde s-a împlântat în memoria poporului sub forma baladei Miorița. Timpii și împrejurările au știut să schimbe multe într-însul; dar tot au rămas urme netăgăduite de clasica sa origine”. 
În schimb, Ion Mușlea identifică același timp istoric invocând fapte și întâmplări petrecute în teritoriile autohtone, evenimente care ar fi determinat decisiv zămislirea baladei. 

## Secolele XIV-XV / B.P. Hasdeu, A. Fochi
Argumentele de natură general istorică sau istoria limbii sunt cele care au stat la fundamentarea aprecierilor lui Bogdan Petriceicu Hasdeu (1875) referitoare la datarea originii Mioriței. Episodul „alegoria morții” ar oferi indicii pentru a susține că acest cântec a fost creat între 1350-1450. 
Singurul exeget care urmărește fenomenul evolutiv al Mioriței și ia în discuție două momente distincte (nașterea versiunii colind a Mioriței, respectiv a transformării colindului în baladă), este Adrian Fochi(1964). Analizând toate elementele specifice variantelor tip baladă (transhumanța, posibilele conflicte economice, contaminările cu teme și motive folclorice învechite etc.), Adrian Fochi formulează o concluzie pertinentă: „Materialul moldo-muntean ne îndreaptă atenția spre relațiile economice tipice pentru feudalismul dezvoltat”. 
Analiza comparată a variantelor mioritice românești cu cele semnalate la aromâni l-au îndreptățit pe Dumitru Caracostea (1927) să afirme că această creație ar data din vremea „când nu fusese încă răzlețirea principalelor ramuri române”, „epocă străveche de unitate primitivă a neamului, anterioară separării dialectelor principale ale limbii, deci la sfârșitul mileniului I”. 
Ultimul exponent al exegeților versiunii-baladă (din această cronologie), care situează geneza Mioriței într-o perioadă precreștină, este Constantin Brăiloiu(1946). Teoria etno-muzicologului pornește de la motivul tânărului nelumit (nunta funerară, alegoria morții), motiv regăsit exclusiv în variantele extra-carpatice. Iar geneza corespunde acestei perioade, deoarece obiceiul nunții postume „era practicat, probabil, chiar înainte de pătrunderea creștinismului pe teritoriul țării noastre”.  O altă motivație este, în opinia lui C. Brăiloiu, absența elementelor mistic-creștine, „absență care, în unele variante, merge până la respingerea fățișă a însoțirii ceremonialului de înmormântare cu obiecte de cult sau procedee creștine”.
Mircea Eliade (1970), în schimb, respinge argumentele lui C. Brăiloiu referitoare la caracterul profund laic al Mioriței, dar își cantonează propria teorie în același segment istoric, pe care îl definește „creștinism cosmic”, premergător creștinismului occidental, mistic și dogmatic. Or, acest aspect e întărit de fondul colindelor transilvănene . În final concluzionează: „E posibil că unele texte vin din epoca precreștină. Prezența nucleului epic inițial al Mioriței printre cântecele rituale confirmă (…) arhaismul ei…”.
Tot analiza colindelor îi oferă prilejul lui Adrian Fochi (1964 și 1980) să opineze că: „Tot ce putem spune, cu șansa de a nu greși prea mult, este faptul că textul oglindește o concepție foarte veche, precreștină, că, deci, ar putea avea rădăcini foarte adânci, până departe, în străfundurile neguroase ale istoriei”. 

## Concluzii
Caz cu totul special, Miorița pare a fi o sinteză a întregului folclor, preluându-i caracteristicile și legitatea. Memoria cântecului mioritic păstrează documente autentice reprezentând experiențe și etape mentale diferite, de inspirație medievală, precreștină sau chiar preistorică. Ponderea acestor "experiențe mentale" sunt de factură medievală. În formula celor mai arhaice variante cunoscute, Miorița este eminamente un colind medieval, cu profunde conotații precreștine; iar prin riturile pastorale invocate aluziv, rădăcinile sale pot fi regăsite în preistorie.